# 1861

## أحداث
- تأسيس مدينة بلكاد وتقع حاليا في الهند.
- 9 سبتمبر: تأسيس مدينة بلاسيتاس وتقع حاليا في كوبا.
- 13 فبراير: نهاية حصار غايتا والذي بدأ في 5 نوفمبر 1860.
- السعوديون ينتصرون في معركة الجهراء ضد العجمان والمنتفق.

ثورة بركان دبا في الحبشة أدى لمقتل 61 شخصا

## مواليد
- خزعل الكعبي
- آريستيد مايول
- أدالبرت فون هانشتاين
- ألبرت ادوارد ميد
- إدموند ألنبي
- إريش فون فالكنهاين
- بهر إفيند سفنهوفود
- توموسابورو كاتو
- جوزيف ميريويذر تيريل
- جيمس نايسميث
- خوسيه ريزال
- رابندراناث طاغور
- شارل إدوار غيوم
- شفيق بك مؤيد العظم
- علام نصار
- غيورغي لفوف
- فرديناند الأول ملك بلغاريا
- فريتيوف نانسين
- فريدريك هوبكنس
- ويليام دورانت
- يوجين وانغشوك
- عبد الله العلمي
- محمد شريف سليم
- 7 ديسمبر - نيكولاي أندروسوف، إحاثي ومستكشف وجيولوجي من الإمبراطورية الروسية.
- 14 ديسمبر - الاديب جورجي زيدان.
- ميخائيل شاروبيم

## وفيات
- أوتاغاوا كونيوشي
- إليزابيث باريت براونينغ
- تارس شفشنكو
- جون ويليس ايليس
- عبد الباقي العمري
- عبد المجيد الأول
- كافور
- لولا مونتيز
- محمد صالح البندنيجي